# المویک
المویک (به سوئدی: Almvik) یک سکونتگاه مسکونی در سوئد است که در Västervik Municipality واقع شده‌است.

## خصوصیات
المویک ۰٫۲۱ کیلومترمربع مساحت و ۲۰۲ نفر جمعیت دارد.